# Daternomina scissura
Daternomina scissura là một loài Trichoptera trong họ Ecnomidae. Chúng phân bố ở miền Australasia.